# Lacul Bugeac (sit SPA)
Lacul Bugeac este o arie protejată (arie de protecție specială avifaunistică — SPA) din România întinsă pe o suprafață de 1.385,4 ha, integral pe uscat.

## Localizare
Situl se întinde pe teritoriul administrativ al comunei Ostrov  din județul Constanța. Centrul sitului Lacul Bugeac este situat la coordonatele 44°04′43″N 27°26′03″E / 44.07853°N 27.434139°E.

## Înființare
Situl Lacul Bugeac a fost declarat arie de protecție specială avifaunistică (ROSPA0053) în octombrie 2007 pentru a proteja mai multe specii avifaunistice. Arealul include rezervația naturală Lacul Bugeac.

## Biodiversitate
Situată în ecoregiunea stepică, aria protejată nu include niciun habitat protejat.

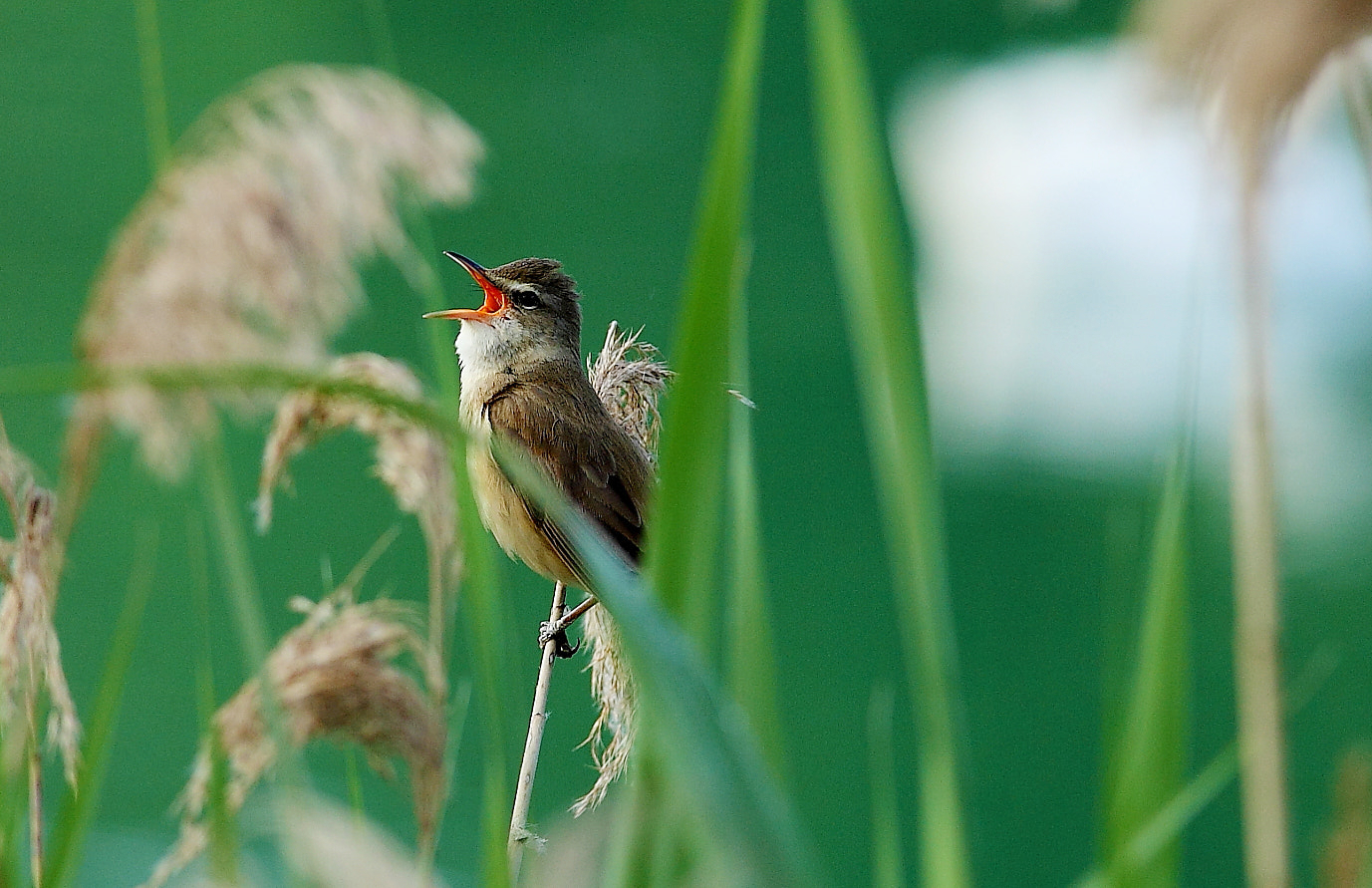
Lăcarul mare (Acrocephalus arundinaceus)

La baza desemnării sitului se află 94 specii de păsări protejate la nivel european sau aflate pe lista roșie a IUCN, astfel: uliu cu picioare scurte (Accipiter brevipes), lăcarul mare (Acrocephalus arundinaceus), privighetoare de baltă (Acrocephalus melanopogon), lăcarul de mlaștină (Acrocephalus palustris), lăcarul de rogoz (Acrocephalus schoenobaenus), lăcarul de lac (Acrocephalus scirpaceus), fluierar de munte (Actitis hypoleucos), pescăruș albastru (Alcedo atthis), rață sulițar (Anas acuta), rață mică (Anas crecca), rață lingurar (Anas clypeata),  rață fluierătoare (Anas penelope), rață mare (Anas platyrhynchos), rață cârâitoare (Anas querquedula), rață pestriță (Anas strepera), gâscă de vară (Anser anser), stârc cenușiu (Ardea cinerea), stârc roșu (Ardea purpurea), stârc galben (Ardeola ralloides), rață cu cap castaniu (Aythya ferina), rață roșie (Aythya nyroca), rață moțată (Aythya fuligula), gâsca cu piept roșu (Branta ruficollis), buhă (Bubo bubo), șorecar mare (Buteo rufinus), nisipar (Calidris alba), fugaci de țărm (Calidris alpina), fugaci roșcat (Calidris ferruginea), fugaci mic (Calidris minuta), fugaci pitic (Calidris temminckii), prundăraș de sărătură (Charadrius alexandrinus), prundaș gulerat mic (Charadrius dubius), ploier gulerat mare (Charadrius hiaticula), chirighiță-cu-obraz-alb (Chlidonias hybridus), chirighiță-cu-aripi-albe (Chlidonias leucopterus), chirighiță neagră (Chlidonias niger), barză albă (Ciconia ciconia), barză neagră (Ciconia nigra), șerpar (Circaetus gallicus), erete de stuf (Circus aeruginosus), cuc (Cuculus canorus), lebădă de iarnă (Cygnus cygnus), lebădă de vară (Cygnus olor), egretă albă (Egretta alba), egretă mică (Egretta garzetta), vânturel de seară (Falco vespertinus), becațină comună (Gallinago gallinago), ciovlica roșcată (Glareola pratincola), codalb (Haliaeetus albicilla), piciorong (Himantopus himantopus), stârcul pitic (Ixobrychus minutus), pescăruș argintiu (Larus cachinnans), pescăruș râzător (Larus ridibundus), pescăruș sur (Larus canus), pescăruș negricios (Larus fuscus), pescăruș cu cap negru (Larus melanocephalus), pescărușul mic (Larus minutus), sitar de mâl (Limosa limosa), prundaș de nămol (Limicola falcinellus), grelușelul de stuf (Locustella luscinioides), codobatură albă (Motacilla alba), codobatură galbenă (Motacilla flava), rață cu ciuf (Netta rufina), culicul mare (Numenius arquata), stârc de noapte (Nycticorax nycticorax), vultur pescar (Pandion haliaetus), pelican creț (Pelecanus crispus), pelican comun (Pelecanus onocrotalus), cormoran mare (Phalacrocorax carbo), cormoran mic (Phalacrocorax pygmeus), notatiță cu cioc subțire (Phalaropus lobatus), bătăuș (Philomachus pugnax), lopătar (Platalea leucorodia), 
țigănuș (Plegadis falcinellus),  ploier argintiu (Pluvialis squatarola), corcodel mare (Podiceps cristatus), corcodel-cu-gât-roșu (Podiceps grisegena), corcodel-cu-gât-negru (Podiceps nigricollis), cresteț pestriț (Porzana porzana), ciocîntors (Recurvirostra avosetta), lăstun de mal (Riparia riparia), boicuș (Remiz pendulinus), lăstun de mal (Riparia riparia), chiră de baltă (Sterna hirundo), chiră mică (Sterna albifrons), pitulice (Sylvia nisoria), corcodel mic (Tachybaptus ruficollis), călifarul alb (Tadorna tadorna), călifarul roșu (Tadorna ferruginea), fluierar negru (Tringa erythropus), fluierar de mlaștină (Tringa glareola), fluierar cu picioare verzi (Tringa nebularia), fluierarul de zăvoi (Tringa ochropus), fluierar de lac (Tringa stagnatilis), fluierarul cu picioare roșii (Tringa totanus) și nagâț (Vanellus vanellus).